# بيل فولك
بيل فولك (بالإنجليزية: Bill Folk)‏ هو لاعب هوكي الجليد أمريكي، ولد في 11 يوليو 1927 في ريجاينا في كندا، وتوفي في 21 أبريل 1976.

## وصلات خارجية
- بيل فولك على موقع دوري الهوكي الوطني (الإنجليزية)
- بيل فولك على موقع قاعة مشاهير الهوكي (لاعب أن.إتش.أل) (الإنجليزية)
- بيل فولك على موقع EliteProspects.com (الإنجليزية)
- بيل فولك على موقع HockeyDB.com (الإنجليزية)
- بيل فولك على موقع Hockey-Reference.com (الإنجليزية)